# NGC 1116
NGC 1116 est une vaste galaxie spirale située dans la constellation du Bélier. NGC 1116 a été découverte par l'astronome allemand Albert Marth en 1863.

## Caractéristiques
Sa vitesse par rapport au fond diffus cosmologique est de 7 481 ± 16 km/s, ce qui correspond à une distance de Hubble de 110,3 ± 7,7 Mpc (∼360 millions d'al).
À ce jour, trois mesures non basées sur le décalage vers le rouge (redshift) donnent une distance de 127,000 ± 9,899 Mpc (∼414 millions d'al), ce qui est à l'intérieur des valeurs de la distance de Hubble.
La classe de luminosité de NGC 1116 est I-II et elle présente une large raie HI.